# اکتشاف نفت میتسویی
اکتشاف نفت میتسویی (انگلیسی: Mitsui Oil Exploration) شرکت نفت ژاپنی است، که در سال ۱۹۶۹ توسط شرکت میتسویی اند کو. تأسیس شد.